# Oryzomys maracajuensis
Cerradomys maracajuensis là một loài động vật có vú trong họ Cricetidae, bộ Gặm nhấm. Loài này được Langguth & Bonvicino mô tả năm 2002.